# 1982-1992
1982-1992 è il primo greatest hits della gruppo musicale svedese Europe, pubblicato nel 1993.

## Descrizione
L'album fu pubblicato postumo allo scioglimento della band. Le canzoni furono tutte scelte da Joey Tempest, che decise anche l'ordine dei brani. Nella raccolta sono contenute anche canzoni fino ad allora inedite su album (pubblicate solo come B-Sides di alcuni singoli) come Sweet Love Child, On Broken Wings e Yesterday's News.

## Tracce
1. In the Future to Come – 4:59 (J. Tempest)
2. Seven Doors Hotel (original version) – 5:16 (J. Tempest)
3. Stormwind – 4:24 (J. Tempest)
4. Open Your Heart – 4:00 (J. Tempest)
5. Scream of Anger – 4:04 (J. Tempest, M. Jacob)
6. Dreamer – 4:19 (J. Tempest)
7. The Final Countdown (Single B-Side) – 5:09 (J. Tempest)
8. On Broken Wings (Single B-Side) – 3:43 (J. Tempest)
9. Rock the night – 4:03 (J. Tempest)
10. Carrie – 4:30 (J. Tempest, M. Michaeli)
11. Cherokee – 4:12 (J. Tempest)
12. Superstitious – 4:33 (J. Tempest)
13. Ready or Not – 4:03 (J. Tempest)
14. Prisoners in Paradise (Single edit) – 4:29 (J. Tempest)
15. I'll Cry for You (Acoustic Version) – 3:58 (J. Tempest, N. Graham)
16. Sweet Love Child (Single B-Side) – 4:57 (J. Tempest, K. Marcello, M. Michaeli)
17. Yesterday's News (Single B-Side) – 5:27 (J. Tempest, K. Marcello, J. Levén, I. Haugland, M. Michaeli)

## Formazione
- Joey Tempest - voce (tutte le tracce); tastiere (tracce 1-6)
- John Norum - chitarre (tracce 1-11)
- Kee Marcello - chitarre (tracce 12-17)
- John Levén - basso (tutte le tracce)
- Mic Michaeli - tastiere (tracce 7-17)
- Ian Haugland - batteria (tracce 7-17)
- Tony Reno - batteria (tracce 1-6)

## 1982-2000
1982-2000 è una raccolta della rock band Europe, pubblicata nel 1999. Si tratta della riedizione aggiornata di 1982-1992, con l'aggiunta del remix di The Final Countdown (intitolato The Final Countdown 2000), una nuova immagine di copertina ed il nuovo titolo 1982-2000.

### Tracce
1. In the Future to Come – 5:00 (J. Tempest)
2. Seven Doors Hotel – 5:15 (J. Tempest)
3. Stormwind – 4:23 (J. Tempest)
4. Open Your Heart – 4:01 (J. Tempest)
5. Scream of Anger – 4:04 (J. Tempest, M. Jacob)
6. Dreamer – 4:19 (J. Tempest)
7. The Final Countdown – 5:09 (J. Tempest)
8. On Broken Wings – 3:43 (J. Tempest)
9. Rock the night – 4:04 (J. Tempest)
10. Carrie – 4:30 (J. Tempest, M. Michaeli)
11. Cherokee – 4:12 (J. Tempest)
12. Superstitious – 4:33 (J. Tempest)
13. Ready or Not – 4:03 (J. Tempest)
14. Prisoners in Paradise (edit) – 4:29 (J. Tempest)
15. I'll Cry for You (acoustic) – 3:58 (J. Tempest, N. Graham)
16. Sweet Love Child – 4:57 (J. Tempest, K. Marcello, M. Michaeli)
17. Yesterday's News – 5:27 (J. Tempest, K. Marcello, J. Levén, I. Haugland, M. Michaeli)
18. The Final Countdown 2000 (edit) – 3:49 (J. Tempest)

### Formazione

#### Band
- Joey Tempest - voce, chitarra acustica, tastiera
- John Norum - chitarra, voce (Tracce 1-11)
- Kee Marcello - chitarra, voce (Tracce 12-17)
- John Levén - basso (Tracce 1-17)
- Mic Michaeli - tastiera, voce (Tracce 7-17)
- Tony Reno - batteria (Tracce 1-6)
- Ian Haugland - batteria, voce (Tracce 7-17)

#### Membri esterni
- Nate Winger - voce (Tracce 14, 16-17)
- Paul Winger - voce (Tracce 14, 16-17)